# Lamprophyllum bugabae
Lamprophyllum bugabae är en insektsart som beskrevs av Morgan Hebard 1927. Lamprophyllum bugabae ingår i släktet Lamprophyllum och familjen vårtbitare. Inga underarter finns listade i Catalogue of Life.